# Игор Слуцки
Игор Николаевич Слуцки (роден на 17 юли 1967 г., Александровск Сахалински) е съветски и руски певец и композитор, работещ в жанра руски шансон. Носител на наградите „Шансон на годината“.

## Биография
Игор Слуцки е роден на 17 юли 1967 г. в град Александровск-Сахалински. Скоро семейството се премества в град Мариупол, където прекарва детството и младостта си. Игор завършва Мариуполския музикален колеж, специалност фагот. Служи в редовете на Съветската армия като музикант във военен оркестър в Далечния изток. От 1990 г. живее в Москва.
През 90-те години работи като музикант и аранжор в групите на Татяна Овсиенко, Сергей Чумаков и Вика Циганова. Участва в телевизионни програми на централните телевизионни канали на Русия.
Слуцки има три деца – Иван, Катерина и Егор.

## Творчество
Автор на повече от триста песни, сред които хитовете „Ела в моята къща“, „Калина Красная“, „Северен вятър“, „Само любов“ (изпълнена от Вика Циганова), „Бяла пепел“ ” (в изпълнение на Александър Маршал). Песните на И. Слуцки се изпълняват от А. Буйнов „На юг-север“, М. Круг „Златни куполи“, „Магадан“, Татяна Овсиенко, А. Домогаров „За свободата“, „Булевард Романс“, групата „Лесоповал”, Рада Рай, Александър Калянов, Татяна Буланова, Валерий Курас, Михаил Шуфутински, Леонсия Ерденко, Сергей Куприк, Михаил Гулко, Ирина Круг, група „Септември”, Алена Петровская, Павел Болшаков и други певци.
Сътрудничи с поетите В. Пеленягре, Е. Муравьов, В. Циганов, Г. Витке, М. Танич, А. Пшенични, А. Вулих, заслужилите артисти Павел Болшаков, А. Шаганов, П. Кузнецов, А. Антиков.
Песните на И. Слуцки оглавяват класациите на много FM радиостанции в Москва, Санкт Петербург и други руски градове.

## Дискография
| От   | Заглавие                |
| ---- | ----------------------- |
| 1998 | Я видать, таким родился |
| 2001 | Поговорим по душам      |
| 2001 | Постой душа             |
| 2002 | Я вернусь               |
| 2003 | Если тишина             |
| 2004 | Кукушки                 |
| 2005 | За победу               |
| 2008 | Думы мои                |
| 2014 | Три Брата               |
| 2017 | Слава Богу за всё       |
| 2020 | Во Славу Божию          |
| 2024 | Я заряжаю на любовь     |

## Награди и признание
- Лауреат на фестивала „Песен на годината“ (2002, 2009)
- Лауреат на фестивала „Достойна песен“ „Радио Шансон-СПб“
- Награда „Шансон на годината“ в категорията „Най-добър композитор на годината“ (2004)
- Награда „Шансон на годината“ за песента „Калина Красная“ (2009)
- Награда „Шансон на годината“ за песента „Бягане на годините“ (2019)
- Награда „Шансон на годината“ за песента „Уморени коне“ (2021)